# Krzeszów (Stryszawa)

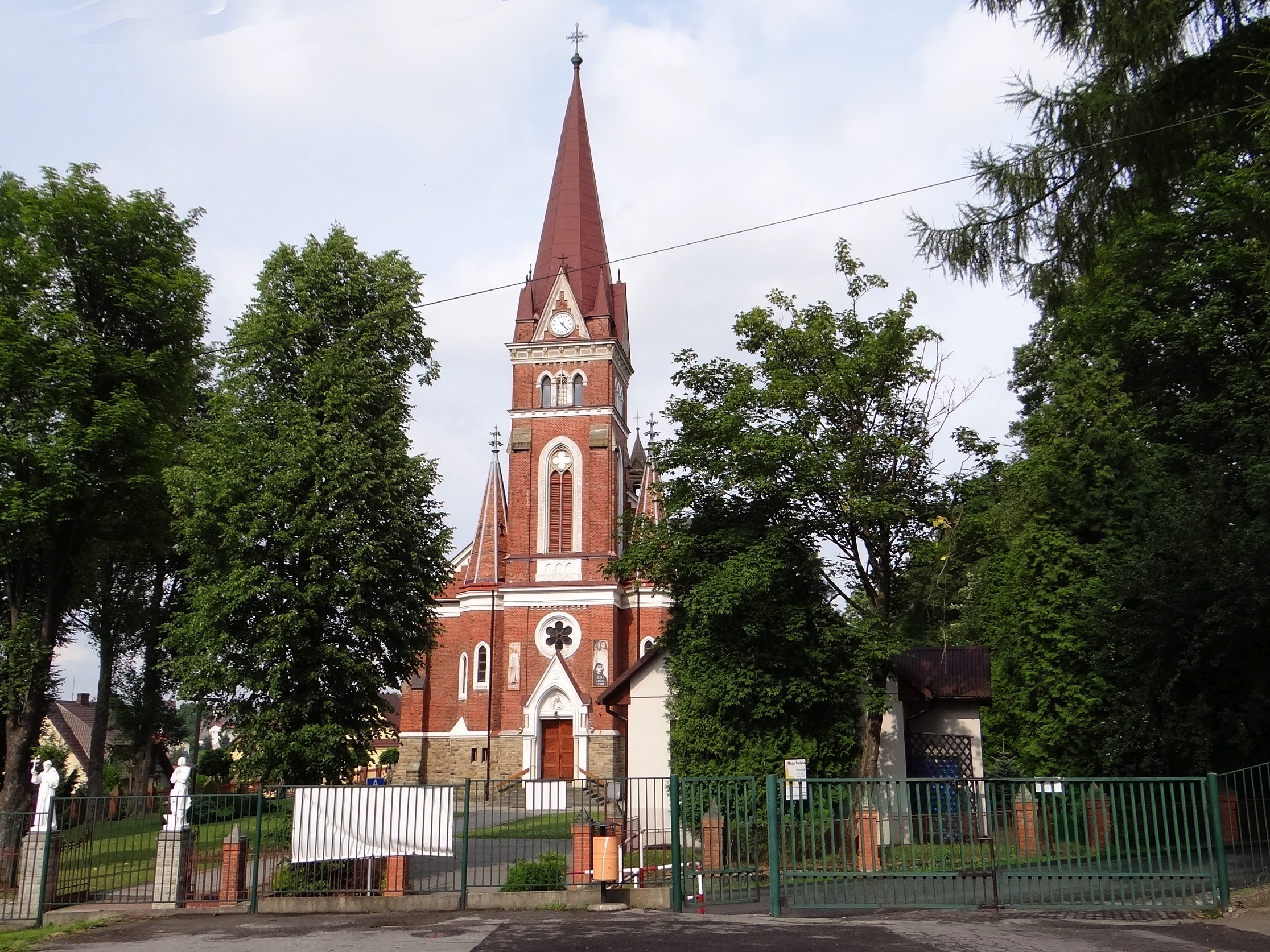
Kirche im Dorf

Krzeszów ist eine Ortschaft mit einem Schulzenamt der Gemeinde Stryszawa im Powiat Suski der Woiwodschaft Kleinpolen in Polen.

## Geographie
Der Ort liegt in den Kleinen Beskiden am Bach Krzeszowski Potok im Zuflussgebiet der Skawa, im sogenannten Brama Krzeszowska (etwa Krzeszower-Tor), einer kleinen Senke unterhalb eines Passes zwischen dem Hauptteil der Kleinen Beskiden im Nordwesten (Leskowiec – 922 m) und dem Żurawnica-Kamm (724 m) im Osten. Die Nachbarorte sind Tarnawa Górna im Norden, Śleszowice im Nordosten, Stryszawa im Südosten, Kuków im Südwesten, sowie Targoszów im Westen.

## Geschichte
Der Ort wurde wahrscheinlich von Żegota von Benkowicz nach dem Jahr 1333 gegründet, und zwar auf dem Weg von Mucharz und Zembrzyce nach Żywiec. Das Dorf wurde im Jahr 1355 als die Pfarrei Cressow erstmals erwähnt. Später wurde es auch als Crzeschow/Crzeszow (1376), Krzeszaw (1394) sowie Krzessow (1498) erwähnt. Der besitzanzeigende Name ist vom Personennamen Krzesz mit dem Suffix -ów abgeleitet. In der zweiten Hälfte des 14. Jahrhunderts war Jan Szaszko von Śleszowice der Besitzer, dann gehörte es vielen Familien: Frydrychowski, Lanckoroński, Porębski, Komorowski (als Teil der Güter von Sucha), Wielopolski, Branicki (1843), Tarnowski (1922–1945).
Politisch gehörte das Dorf ursprünglich zum Herzogtum Auschwitz, dies bestand ab 1315 in der Zeit des polnischen Partikularismus. Seit 1327 bestand das Herzogtum als Lehnsherrschaft des Königreichs Böhmen. Seit 1445 gehörte es zum Herzogtum Zator, dieses wurde im Jahr 1494 an den polnischen König verkauft. Anschließend wurde das Herzogtum Auschwitz-Zator im Jahr 1564 völlig dem Königreich Polen angeschlossen, als Kreis Schlesien der Woiwodschaft Krakau, ab 1569 in der polnisch-litauischen Adelsrepublik. Um das Jahr 1600 hatte das Dorf über 200 Einwohner und gehörte neben Zembrzyce und Stryszawa zu den größten Dörfern in der Umgebung.
Bei der Ersten Teilung Polens kam das Dorf 1772 zum neuen Königreich Galizien und Lodomerien des habsburgischen Kaiserreichs (ab 1804). Ab 1782 gehörte es dem Myslenicer Kreis (1819 mit dem Sitz in Wadowice). Nach der Aufhebung der Patrimonialherrschaften bildete es nach 1850 eine Gemeinde im Gerichtsbezirk Wadowice im Bezirk Wadowice.
1918, nach dem Ende des Ersten Weltkriegs und dem Zusammenbruch der k.u.k. Monarchie, kam Krzeszów zu Polen. 1923 wurde das Dorf aus dem Powiat Żywiecki herausgelöst und an den Powiat Makowski angeschlossen, aber nach den Protesten der örtlichen Bevölkerung wurde diese administrative Grenzverschiebung 1931 rückgängig gemacht.
Nach der Besetzung Polens durch die Wehrmacht im Zweiten Weltkrieg gehörte es zum Landkreis Saybusch im Regierungsbezirk Kattowitz in der Provinz Schlesien (seit 1941 Provinz Oberschlesien). 1939 hatte das Dorf 2956 Einwohner. In der Aktion Saybusch wurden in Krzeszów am 8. Oktober 1940 157 Familien bzw. 831 Polen zwangsweise ausgesiedelt, um es mit 26 volksdeutschen Familien bzw. 142 Römisch-Katholiken aus Ostgalizien und dem Buchenland zu besiedeln. Die Reduzierung der Einwohnerzahl auf 430, die völlige Germanisierung und die Umbenennung zu Kressenbach wurde damals für das Dorf geplant, aber vor Ende des Weltkriegs nicht eingeführt.
Von 1975 bis 1998 gehörte Krzeszów zur Woiwodschaft Bielsko-Biała.